# Hydraena puetzi
Hydraena puetzi är en skalbaggsart som beskrevs av Manfred A. Jäch 1994. Hydraena puetzi ingår i släktet Hydraena och familjen vattenbrynsbaggar. Inga underarter finns listade i Catalogue of Life.